# Chionophila
Chionophila, biljni rod iz porodice trpučevki  (Plantaginaceae). Sastoji se od dvije vrste sjevernoameričkih trajnica.

## Opis
Chionophila dijeli morfološke sličnosti s Penstemonom, ponajprije epistaminalni nektarij žljezdanih dlačica. Oba imaju osnovni broj kromosoma osam. R. M. Straw (1966.) je pretpostavio da su to sestrinske svojte. Odnosi među rodovima u Cheloneae ostaju dvosmisleni (A. D. Wolfe et al. 1997, 2002, 2006; S. L. Datwyler i Wolfe 2004). Chionophila se razlikuje od Penstemona po istaknutijoj cjevčici čaške, klasastim gronjama, istaknuto krilatim sjemenkama i nepostojanju brakteola.

## Vrste
1. Chionophila jamesii Benth.; Colorado, Wyoming, Novi Meksiko.
2. Chionophila tweedyi (Canby & Rose) Hend.; Idaho, SW Montana.

## Sinonimi
- Chlonanthes Raf.; Princ. Somiol. 26 (1814)
- Dysosmon Raf.; Fl. Ludov.: 48 (1817)